# Karl Albert von Kamptz
Karl Albert Christoph Heinrich baron von Kamptz, né le 16 septembre 1769 à Schwerin et mort le 9 novembre 1849 à Berlin, est un juriste prussien.

## Biographie
Kamptz étudie le droit à l'université de Göttingen (1787-1790) et passe avec succès l'examen d'assesseur en 1790. Il devient membre de la Cour d'appel (Riechkammergericht) à Stuttgart en 1805 puis juge à la Cour d'appel de Berlin en 1811. Il devient directeur du Ministère de l'Intérieur en 1812 puis du Ministère de la Police en 1817. À partir de 1819, après les décrets de Karlsbad, il devient l'un des principaux acteurs de la répression des « démagogues ». À ce titre, il s'oppose, en particulier sur l'affaire Jahn, à Ernst Theodor Amadeus Hoffmann, membre de la Commission spéciale d'enquête contre les organisations et les menées démagogiques (Immediatkommission zur Ermittlung hochverräterischer Verbindungen und andever gefährlicher Umtriebe), qui défend les droits de l'accusé contre les atteintes de Kamptz aux règles du droit. En 1822, Hoffmann le caricature dans Maître Puce sous les traits du personnage de Knarrpanti,,,.
Kamptz est surtout connu pour son action dans la répression des mouvements « jacobins » et de la fête de la Wartbourg, qui a vu l'autodafé de livres réactionnaires en 1817. Avec Metternich, il représente ainsi l'un des adversaires les plus déterminées et l'un des principaux persécuteurs de la liberté de la presse instaurée en 1816 par le grand-duc Charles-Auguste de Saxe-Weimar-Eisenach. Toutefois, il rencontre une vive résistance, tant dans le monde littéraire que dans la presse libérale. Ainsi, en 1818, il polémique directement avec Friedrich Förster dans la revue Nemesis (de) sur les conséquences de la fête de la Wartbourg.
Il devient directeur du Ministère de la Justice en 1825 puis ministre de la réforme de la législation en 1832, poste qu'il occupe jusqu'en 1842. De 1829 à 1848, il occupe les fonctions de président de l'Académie des sciences d'utilité publique d'Erfurt, où il succède à Christoph von Keller.

## Famille
Karl Albert von Kamptz se marie le 30 décembre 1802 à Prützen avec Hedwig Susanna Luzia, née von Bülow (née le 25 mai 1783 et mort le 13 août 1847), une fille du Drosten Friedrich Christian von Bülow auf Prützen, Hägerfelde, Mühlengeez et Critzow, et de Hedwig Heilwig, née von Behr de la branche de Nustrow. Le couple a quatre enfants : Hedwig Louise Friderika Albertine (1803-1868), mariée en premières noces au haut président de Poméranie Wilhelm von Bonin (1786-1852), et en secondes noces au général Otto von Bonin (de) (1795-1862) ; Friedrich Albert Carl Anton (1805-1833), Heilwig Maria Sophia Florina (1806-1807) et (Albert) Ludwig (Florus Hans) (1810-1884).
Sur la base de différents indices, les généalogistes considèrent qu'il est possible que Kamptz soit le père biologique du préhistorien, archiviste et conservateur Georg Christian Friedrich Lisch.